# 1734 en France
Chronologie de la France
- 1730
- 1731
- 1732
- 1733
- 1734
- 1735
- 1736
- 1737
- 1738

Cette page concerne l’année 1734 du calendrier grégorien.

## Événements
- 19 mars : l’assemblée du clergé réunie à Versailles accorde au roi un « don gratuit » de 12 millions de livres[1].

- 1er avril : l’empereur Charles VI déclare la guerre à la France[2].

- 6 juin : la Ville de Paris présente au dauphin ses premières armes, consistant en une épée, un fusil et deux pistolets[3].
- 10 juin : les Lettres philosophiques ou Lettres anglaises de Voltaire sont condamnées à être brûlées par arrêt du Parlement[4].
- 24 juin : découverte d’un gisement de houille à Anzin, dans le Nord[5].

- 18 juillet : les Français s’emparent de Philippsburg[2].
- 27 juillet : naissance de Sophie-Philippine-Élisabeth-Justine de France (Madame Sophie)[3].

- 19 septembre: bataille de Guastalla[6].
- 20 septembre : la veuve Thévenet, pour guérir de sa surdité, boit de l’eau contenant des fragments de terre de la tombe du diacre Pâris. Elle connaît certains malaises, qui tournent à la convulsion dès le mois d’octobre[7].

- 6 novembre : première représentation du Le Petit-Maître corrigé de Marivaux. La pièce, victime d'une cabale, est arrêté après seulement deux représentations[8]. C'est seulement trois cents ans après le 5 décembre 2016 qu'elle sera rejouée à la Comédie Française [9].